# Уила Холанд
Уила Джоаначанс Холанд (на английски: Willa Joannachance Holland) е американски модел и актриса. Позната е като Кейтлин Купър в сериала „Ориндж Каунти“, където участва от финала на втори сезон до края на четвърти сезон, и като Тиа Куин в сериала „Стрелата“.

## Биография
Холанд е родена в Лос Анджелис, Калифорния. Дъщеря е на кинемотографа Кеит Холанд и акрисата Дарнел Грегорио-Де Палма. Тя има две сестри Бриана Холанд (родена през 1988) и Пайпър Де Палма (родена през 1996). Холанд прекарала по-ранната част от детството си в Челси, Лондон.